# Homer Nearing
Homer C. Nearing, Jr, né le 15 avril 1915 et mort le 29 mai 2004, est un enseignant américain et auteur de nouvelles de science-fiction explorant des thèmes liés aux mathématiques. Il a notamment publié sous le pseudonyme de H. Nearing Jr.
Il est aussi connu pour la série Professor Cleanth Penn Ransom, publiée dans The Magazine of Fantasy & Science Fiction au début des années 1950.
Parallèlement à son travail d'auteur, Nearing était professeur au Pennsylvania Military College et a publié une étude sur l'histoire de la poésie en langue anglaise.
Il était marié à Alice Eleanor Jones, écrivaine de science-fiction féministe.

### Travaux universitaires
- English Historical Poetry, 1599-1641 (1945)
- The Sinister Researches of C.P. Ransom (1954)

### Récit de science-fiction
- La Machine à poésie, nouvelle publiée en 1950 et reprise dans le recueil Histoires de machines.